# Andrew Greeley
Andrew Moran Greeley (* 5. Februar 1928 in Oak Park, Illinois; † 30. Mai 2013 in Chicago, Illinois) war ein US-amerikanischer Schriftsteller, Soziologe und Priester der römisch-katholischen Kirche. Er war irischer Herkunft.

## Leben
Greeley studierte u. a. Theologie am Archbishop Quigley Preparatory Seminar (Chicago); später wechselte er an das Mundelein Seminary (University of St. Mary of the Lake). Nach dem Examen 1950 bzw. 1952 empfing er 1954 die Priesterweihe.
Unmittelbar im Anschluss daran wirkte Greeley zehn Jahre als Seelsorger in der Diözese Chicago; die überwiegende Zeit im Kirchspiel Christ the King. Parallel dazu studierte Greeley an der dortigen  Universität Soziologie und schloss dieses Studium 1962 erfolgreich mit seiner Promotion ab.
Nach seiner Habilitation berief man Greeley zum Professor für Soziologie an die University of Arizona und als solcher avancierte er nach einigen Jahren zum Research Associate des der University of Chicago angegliederten National Opinion Research Center.

## Rezeption
Neben seinen wissenschaftlichen Werken meist theologischer bzw. soziologischer Natur wurde Greeley vor allem durch seine literarischen Werke bekannt. Allen voran durch die Kriminalroman-Reihe um „Father Blackie Ryan“, der als US-amerikanischer Priester irischer Herkunft viele Abenteuer zu bestehen hat und parallel dazu in der Kirche Karriere macht. Auch sein Zyklus um „Nuala Anne McGrail“ fand große Beachtung.
Greeley äußerte sich regelmäßig zu aktuellen gesellschaftlichen Themen in wöchentlichen Kolumnen in den Tageszeitungen Chicago Sun-Times (Freitags) und Daily Southtown (Sonntags). Auch in anderen Zeitungen und Zeitschriften, wie America, Commonweal, National Catholic Reporter oder New York Times meldete sich Greeley immer wieder zu Wort.
Nahezu die gesamten Einnahmen seiner Bücher verwendete Greeley für wohltätige Zwecke: An der University of Arizona wie auch an der University of Chicago etablierte er jeweils einen Lehrstuhl, den er großzügig ausstattete. In seiner Heimatstadt gründete er eine Stiftung, die sich um die Schul- und Ausbildung von Kindern und Jugendlichen benachteiligter Familien kümmert.

## Ehrungen
- Ehrendoktorwürde der University of Arizona
- Ehrendoktorwürde des Bard College (New York)
- Ehrendoktorwürde der National University of Ireland, Galway

## Werke (Auswahl)

### Prosa

#### Pessach-Trilogie
1. Thy Brother's Wife. Warner Books, New York 1982, ISBN 0-446-51245-1.
2. Ascent to Hell. Warner Books, New York 1983, ISBN 0-446-51254-0.
3. Lord of the Dance. Warner Books, New York 1984, ISBN 0-446-51292-3.

Father Blackie Ryan Reihe
- Selig sind die Sanftmütigen („Happy are the meek“, 1986). Bastei-Lübbe, Bergisch Gladbach 1989, ISBN 3-404-13178-9.
- Selig, die reinen Herzens sind („Happy are the clean of heart“, 1986). Bastei-Lübbe, Bergisch Gladbach 1989, ISBN 3-404-13204-1.
- Selig, die nach Gerechtigkeit dürsten („Happy are those who thirst for justice“, 1987). Bastei-Lübbe, Bergisch Gladbach 1989, ISBN 3-404-13201-7.
- Happy are the merciful. Jove Books, New York 1992, ISBN 0-7499-0168-3.
- Happy are the peace makers. Jove Books, New York 1993, ISBN 0-515-11075-2.
- Happy are the poor in spirit. Jove Books, New York 1994, ISBN 0-515-11502-9.
- Happy aare those who mourn. Jove Books, New York 1995, ISBN 0-515-11761-7.
- Happy are the oppressed. Jove Books, New York 1996, ISBN 0-515-11921-0.
- The bishop at sea. Berkeley Books, New York 1997, ISBN 0-425-16080-7.
- The bishop and the three kings. Berkeley Books, New York 1998, ISBN 0-425-16617-1.
- The bishop and the missing L-Train. Forge Press, New York 2001, ISBN 0-8125-7596-2.
- Der Bischof und die Bettlerin („The bishop and the beggar girl of St. Germain“, 2002). Weltbild Verlag, Augsburg 2006, ISBN 3-89897-332-8.
- The bishop and the west wing. Forge Press, New York 2003, ISBN 0-8125-7598-9.
- Der Mönch aus Russland („The bishop goes to the university“, 2003). Weltbild Verlag, Augsburg 2006, ISBN 3-89897-334-4.
- The bishop in the old neighbourhood. Forge Press, New York 2006, ISBN 0-7653-4235-9.
- The bishop at the lake. Forge Press, New York 2007, ISBN 978-0-7653-1589-2.
- The archbishop in Andalusia. Forge Press, New York 2008, ISBN 978-0-7653-1590-8.

#### Nuala Anne McGrail Reihe
- Irish Gold. Forge Press, New York 1994, ISBN 0-8125-5076-5.
- Irish Lace. Tor Books, New York 1997, ISBN 0-8125-5077-3.
- Irish Whiskey. Tor Books, New York 1998, ISBN 0-8125-7770-1.
- Irish Mist. Forge Press, New York 1999, ISBN 0-8125-9023-6.
- Irish Eyes. Forge Press, New York 2000, ISBN 0-8125-9024-4.
- Iris Stew. Doherty Publ., New York 2003, ISBN 0-8125-7607-1.
- Irish Cream. Forge Press, New York 2005, ISBN 0-7653-0335-3.
- Irish Crystal. Forge Press, New York 2006, ISBN 0-7653-4237-5.
- Irish Linen. Forge Press, New York 2007, ISBN 978-0-7653-5500-3.
- Irish Tiger. Forge Press, New York 2008, ISBN 978-0-7653-1588-5.
- Irish Tweed. Forge Press, New York 2009, ISBN 978-0-7653-2223-4.

#### Standalones
- Die Leidenschaften der Jungfrau Katharina („Virgin and martyr“, 1985). SV International, Zürich 1985, ISBN 3-7263-6467-6.
- Engelsgeduld. Roman („Patience of a Saint“, 1987). Bastei-Lübbe, Bergisch Gladbach 1988, ISBN 3-404-13159-2.
- September-Engel („Angel Fire“, 1988). Bastei-Lübbe, Bergisch Gladbach 1990, ISBN 3-404-13227-0.
- Versuchung zur Sünde („An occasion of sin“, 1991). Goldmann, München 1993, ISBN 3-442-41527-6.

### Sachbücher
- Eine Zukunft, auf die man hoffen kann („A future to hope in. Socio-religious speculations“, 1969). Walter-Verlag, Olten 1971, ISBN 3-530-28180-8.
- Kompaß. Zielwerte für den Christen („Life for a wanderer“, 1969). Verlag Styria, Graz 1974, ISBN 3-222-10815-3.
- Einladung zur Freundschaft („The friendship game“, 1970). Walter-Verlag, Olten 1972, ISBN 3-530-28181-6.
- Was am Christentum wesentlich ist („The great mysteries“, 1976). Verlag Styria, Graz 1977, ISBN 3-222-11025-5.
- Der weiße Rauch. Die Hintergründe der Papstwahlen („The making of the popes“, 1978). Verlag Styria, Graz 1978, ISBN 3-222-11237-1.
- Religion in der Popkultur. Musik, Film, Roman; mit Kurzbiographien von Bruce Springsteen, Madonna, Woody Allen („God in popular cultur“, 1988). Verlag Styria, Graz 1993, ISBN 3-222-12196-6.
- Erotische Kultur. Wert und Würde der Sexualität („Sexual Intimacy. Love and Play“, 1988). Verlag Styria, Graz 1977, ISBN 3-222-10990-7.
- Maria. Die weibliche Dimension Gottes („The Mary myth“, 1977). Verlag Styria, Graz 1979, ISBN 3-222-11150-2.
- Andrew Greeley's Chicago. Contemporary Books, Chicago 1989, ISBN 0-8092-4440-3.